# Деревний шиншиловий щур
Кускоміс (Cuscomys) — ендемічний рід гризунів Південної Америки, а саме Перу.
Це відносно великі представники родини аброкомових. Рід був створений у 1999 році коли був описаний вид Cuscomys ashaninka. Пізніше було встановлено, що Cuscomys oblativus, який традиційно поміщався в рід Abrocoma, насправді також належить до роду Cuscomys.
Назва роду складається з двох слів: Куско — назва регіону або департаменту в Перу та грец. mys — миша.

## Таксономія
- Родина Аброкомові (Abrocomidae)
  - Рід Кускоміс (Cuscomys)
    - Кускоміс Ашанінки — (Cuscomys ashaninka)
    - Кускоміс Мачу-Пікчу (Cuscomys oblativus)